# Meristemoid
Der Begriff Meristemoid bezeichnet meristematische Zellgruppen oder Einzelzellen, die letztlich in Dauergewebe umgewandelt werden.
In den Differenzierungszonen von Sprossen und Blättern werden häufig kleine Nester von teilungsaktiven Zellen gefunden, die aber keine Stammzellen enthalten. Die Zellen solcher Meristemoide werden daher letztlich alle zu Dauerzellen, die allerdings gestaltlich und funktionell als Idioblasten von den übrigen Zellen des Gewebes abweichen.
Aus Meristemoiden gehen z. B. Spaltöffnungsapparate und mehrzellige Haare hervor.
Auch die Blattanlagen am Sprossscheitel sind letztlich Meristemoide, was sich im begrenzten Wachstum der Blätter äußert.
Meristemoide leiten sich oft von Einzelzellen ab, die aus einer inäqualen Teilung hervorgegangen sind.